# 歌川国明 (2代目)
二代目 歌川国明（にだいめ うたがわ くにあき、天保6年〈1835年〉10月 - 明治21年〈1888年〉7月29日）とは、江戸時代末期から明治時代にかけての浮世絵師。蜂須賀国明とも。

## 来歴
三代目歌川豊国の門人で初代歌川国明の弟。本姓は平沢、俗称は斧二郎。一鳳斎、鳳斎と号す。後に蜂須賀家の養子となる。はじめは本所千歳町、後に横網町二丁目に住んだ。弘化4年（1847年）から三代目豊国の門に入る。作画期は嘉永頃から没年までにかけてで役者絵、相撲絵、風俗画を描いている。万延、文久ごろ製作の横浜絵は初代国明の作と区別がつき難い。明治になると蜂須賀国明と称して西南戦争の錦絵などを残している。享年54。

## 作品

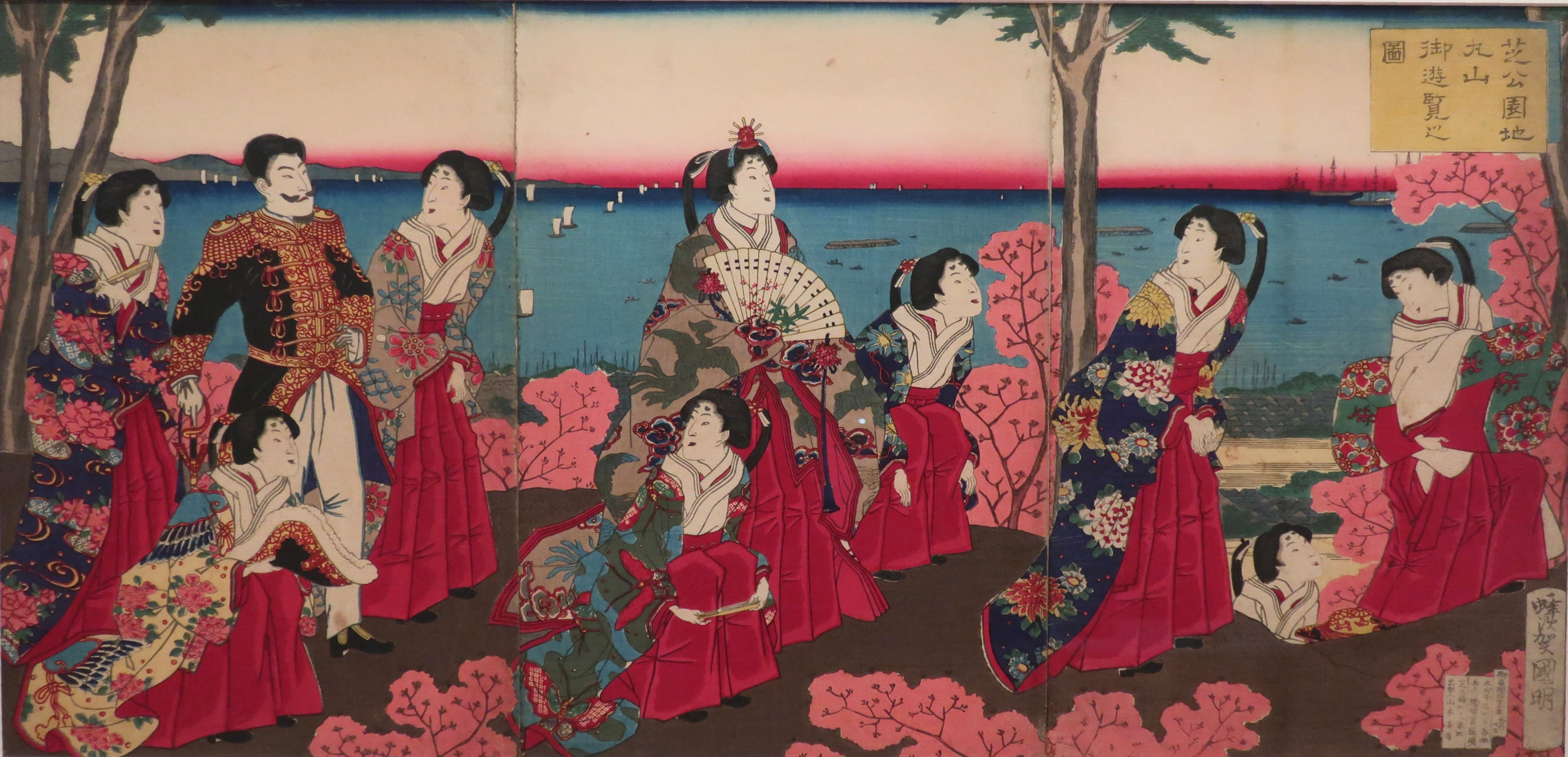
「芝公園地丸山御遊覧之図」　二代目国明画。

- 「勧進大相撲土俵入図」　大判錦絵3枚続　江戸東京博物館所蔵　※明治9年（1876年）
- 「錦町華族学校学習院開業式図」　大判錦絵3枚続　都立図書館所蔵　※明治10年
- 「西郷隆盛家族離別之図」　大判錦絵3枚続　※明治10年
- 「軽気球之図」　大判錦絵3枚続　江戸東京博物館所蔵　※明治10年
- 「伝聞民之喜」　大判錦絵3枚続　静岡県立中央図書館所蔵　※明治10年
- 「御喰初千代之寿」　大判錦絵3枚続　※明治11年
- 「松栄千代田神徳」　大判錦絵3枚続　※明治11年6月、東京新富座『松栄千代田神徳』より
- 「芝公園地丸山御遊覧之図」　大判3錦絵枚続　※明治13年（1880年）
- 「新吉原娼妓黴毒病院検査之図」　大判錦絵3枚続　※明治16年（1883年）
- 「梅ケ谷藤太郎」　大判錦絵3枚続　※明治17年
- 「千住大橋吾妻橋洪水落橋之図」　大判錦絵3枚続　都立図書館所蔵　※明治18年
- 「華族会館角觝之図」　大判錦絵3枚続　早稲田大学図書館所蔵　※明治20年（1887年）、四代目松木平吉版
- 「東京名橋之内　新築吾妻橋」　大判錦絵　※明治21年
- 「しん板お座敷道具つくし」　大判錦絵